# Julia Tolofua
Julia Tolofua (ur. 1 czerwca 1997) – francuska judoczka. Srebrna medalistka mistrzostw świata w 2023, brązowa w 2022; piąta w 2021, a także srebrna medalistka w drużynie. Startowała w Pucharze Świata w 2016, 2019 i 2022. Wicemistrzyni Europy w 2024, a także pierwsza w drużynie w 2022. Brązowa medalistka igrzysk śródziemnomorskich w 2018. Druga w drużynie na igrzyskach wojskowych w 2019. Wygrała wojskowe MŚ w 2021 i druga w 2018. Wygrała ME juniorów w 2016. Mistrzyni Francji w 2017, 2019 i 2021 roku.